# Necròpoli d'Arteara
La necròpoli d'Arteara és un jaciment arqueològic de la cultura indígena de l'illa de Gran Canària a les Illes Canàries. És el major cementeri dels indígenes de Gran Canària, els Canarii. Es troba al costat de la localitat d'Arteara, al marge dret del barranc de Fataga, al municipi de San Bartolomé de Tirajana, al sud de l'illa de Gran Canària. Consta de més de 809 enterraments tumulars, construïts aprofitant les pedres que recobreixen la zona, conseqüència d'una espectacular ensulsiada de la muntanya adjacent denominada de La Cogolla. Té una extensió de 37.535 m2 envoltats al principi per un mur de pedra seca, que hui encara s'intueix en alguns costats del perímetre.
Fets en pedra seca, presenten una cista on es col·loca el cadàver a manera de caixa mortuòria de pedra seca i una estructura superposada o torrassa que la cobreix. Disposats sense cap raó aparent en tot aquest enclavament de malpaís, amb distintes configuracions estructurals com ara troncocònica, piramidal, circular, rectangular, etc.
Quant a la cronologia, se sap que aquest jaciment és del s. V ae, (estigué 2.500 anys en ús d'aquest cementeri aborigen).

## Astronomia
Ocorren dos fenòmens arqueoastronòmics en els equinoccis:
- el primer i més espectacular és quan clareja pel costat del barranc d'Amurga, on justament hi ha una depressió [convexa] de la serralada on ix el sol i incideix un raig de llum directament en un túmul conegut com la sepultura del Rei.
- el segon fenomen és un doble orto solar.

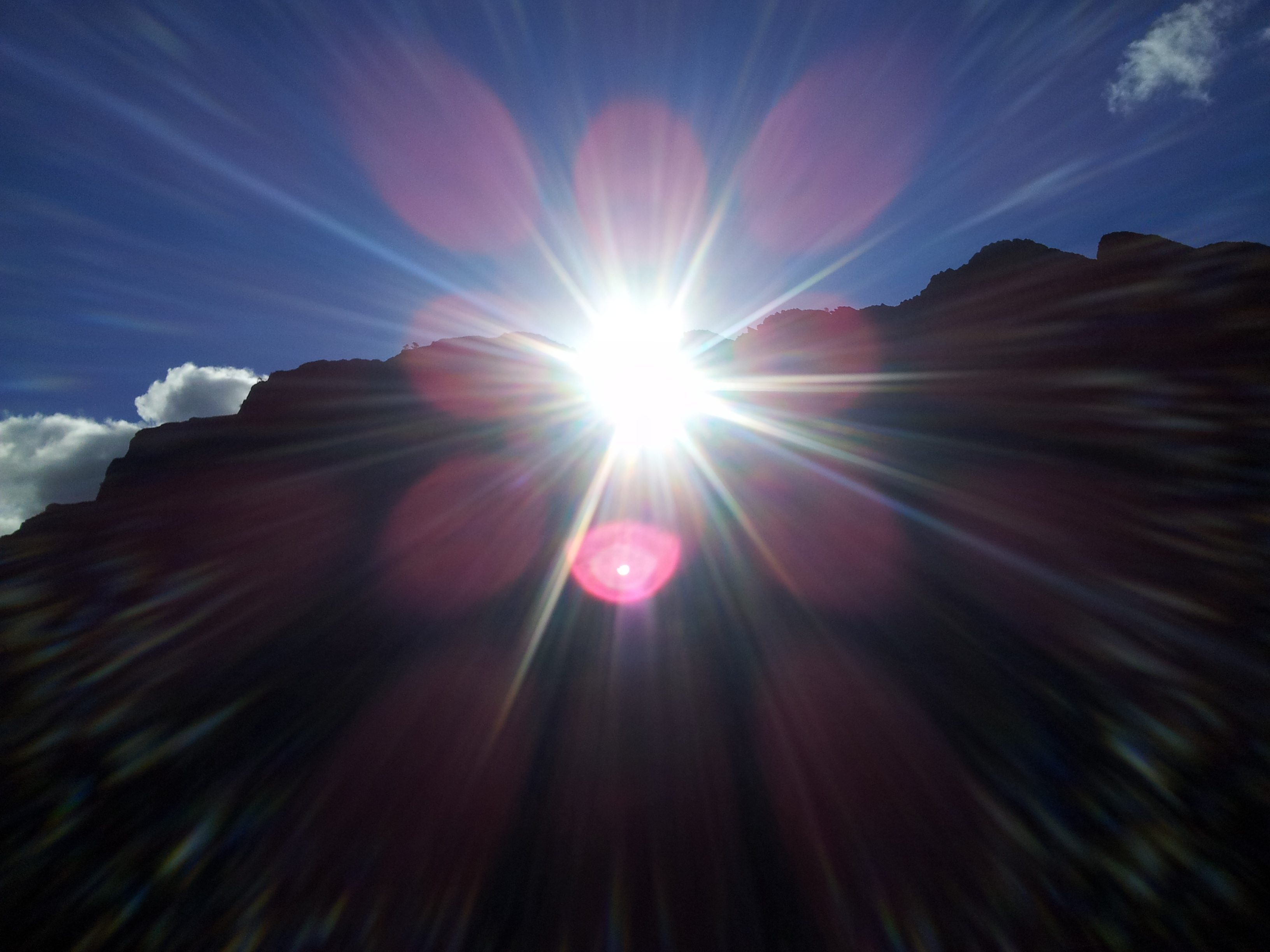
Orto solar sobre una degollada d'Amurga. Es tracta d'un marcador equinoccial, ja que en despuntar el primer raig del sol per Amurga il·lumina el denominat túmul del Rei, solament en els equinoccis

Actualment s'obri al públic com a Parc Arqueològic, inclòs a la Xarxa de Parcs arqueològics de Gran Canària, composta pels conjunts arqueològics del Cenobio de Valerón, a Santa Maria de Guia; cañada de los Gatos, a Mogán; necròpoli de Maipés, a Agaete; Roque Bentayga, a Tejeda; barranc de Guayadeque, a Agüimes-Ingenio; Cueva Pintada, a Gáldar i Cuatro Puertas, a Telde.